# Sarcophaga subdistinguenda
Sarcophaga subdistinguenda är en tvåvingeart som beskrevs av Zumpt 1950. Sarcophaga subdistinguenda ingår i släktet Sarcophaga och familjen köttflugor. Inga underarter finns listade i Catalogue of Life.